# Чарлі Ніколас
Чарлі Ніколас (англ. Charlie Nicholas, нар. 30 грудня 1961, Глазго) — шотландський футболіст, що грав на позиції нападника. Відомий виступами за «Арсенал» та «Селтік», а також національну збірну Шотландії.

## Клубна кар'єра
У дорослому футболі Чарлі Ніколас дебютував 1980 року виступами за команду клубу «Селтік», в якій провів три сезони, взявши участь у 74 матчах чемпіонату. У 22 роки його було визнано найкращим футболістом Шотландії. Він отримував пропозиції від усіх великих клубів Англії. У «Ноттінгем Форест» його не взяли через травму, а «Ліверпулю» та «Мначестер Юнайтед» відмовив вже сам Ніколас. Своєю грою привернув увагу і тодішнього тренера лондонського «Арсеналу» Джорджа Грема. До складу клубу Чарлі, на прізвисько «Шампанське Чарлі», приєднався 1983 року. Відіграв за «канонірів» наступні чотири сезони своєї ігрової кар'єри. Більшість часу, проведеного у складі лондонського «Арсенала», був основним гравцем атакувальної ланки команди. З 1987 по 1990 роки захищав кольори клубу «Абердин». 1990 року повернувся до клубу «Селтік». Цього разу провів у складі його команди п'ять сезонів.  Граючи у складі «Селтіка» також здебільшого виходив на поле в основному складі команди. Завершив професійну ігрову кар'єру у клубі «Клайд», за команду якого виступав протягом сезону 1995–96.

## Виступи за збірну
Ніколас дебютував в офіційних матчах у складі національної збірної Шотландії 30 березня 1983 року. Тоді в матчі зі збірною Швейцарії, який завершився з рахунком 2–2, Чарлі забив перший гол за горян. У складі збірної він став учасником чемпіонату світу 1986 року у Мексиці. На турнірі Чарлі провів два матчі проти збірних Данії та Уругваю, які завершилися з рахунком 0–1 та 0–0 відповідно. Протягом кар'єри у національній команді, яка тривала 7 років, провів у формі головної команди країни 20 матчів, забивши 5 голів.

## Титули і досягнення
«Селтік»
- Чемпіонат Шотландії:
  - Чемпіон (2): 1980–81, 1981–82
- Кубок Шотландії:
  - Володар (1): 1994–95
- Кубок шотландської ліги:
  - Володар (1): 1981–82
  - Фіналіст (1): 1994–95

 «Арсенал»
- Кубок футбольної ліги:
  - Володар (1): 1986-87

 «Абердин»
- Чемпіонат Шотландії:
  - Срібний призер (2): 1988–89, 1989–90
- Кубок Шотландії:
  - Володар (1): 1989–90
- Кубок шотландської ліги:
  - Володар (1): 1988–89
  - Фіналіст (1): 1987–88